# Быково (Павлово-Посадский городской округ)
Быко́во — деревня в Московской области России. Входит в Павлово-Посадский городской округ. Население — 108 чел. (2010).

## География
Деревня Быково расположена в центральной части городского округа, примерно в 3 км к югу от города Павловский Посад. Высота над уровнем моря 132 м. В 1 км к северу от деревни протекает река Вохонка. К деревне приписано 2 СНТ и 3 фермерских хозяйства. Ближайший населённый пункт — деревня Фатеево.

## Название
Название связано с некалендарным личным именем Бык.

## История
В 1926 году деревня являлась центром Быковского сельсовета Павлово-Посадской волости Богородского уезда Московской губернии.
С 1929 года — населённый пункт в составе Павлово-Посадского района Орехово-Зуевского округа Московской области, с 1930-го, в связи с упразднением округа, — в составе Павлово-Посадского района Московской области.
До муниципальной реформы 2006 года Быково входило в состав Рахмановского сельского округа Павлово-Посадского района.
В 2000-х гг. в деревне была сооружена часовня.
С 2004 до 2017 гг. деревня входила в Рахмановское сельское поселение Павлово-Посадского муниципального района.

## Население
В 1926 году в деревне проживало 366 человек (172 мужчины, 194 женщины), насчитывалось 81 хозяйство, из которых 77 было крестьянских. По переписи 2002 года — 107 человек (51 мужчина, 56 женщин).
| 1926 | 2002 | 2006 | 2010 |
| ---- | ---- | ---- | ---- |
| 366  | ↘107 | ↘102 | ↗108 |